# 恩格-桑德
恩格-桑德是德国石勒苏益格－荷尔斯泰因州的一个市镇。总面积24.82平方公里，总人口1129人，其中男性561人，女性568人（2011年12月31日），人口密度45人/平方公里。